# Alberto Braga
Alberto Leal Barradas Monteiro Braga (Foz do Douro, Porto, 1851 - 1911) foi um jornalista e escritor português.

## Biografia
Alberto Braga foi secretário do Instituto Comercial de Lisboa. Ao longo da sua carreira assinou diversas crónicas literárias em jornais portugueses e brasileiros.  Como autor, escreveu peças de teatro e livros de contos sendo reconhecido pelo seu estilo directo e claro, pela sobriedade na escrita e pelo tom sentimental que imprimiu a algumas das suas obras. Desenvolveu peças teatrais com uma forte raiz romântica e com pendor naturalista. Foi diretor da revista A semana de Lisboa (1893-1895) e  colaborou em várias publicações periódicas, nomeadamente nas revistas  Brasil-Portugal  (1899-1914),  Illustração portugueza (1903-1980), Serões (1901-1911) e A risota (1908).
Faleceu na mesma freguesia onde nasceu, vítima de tuberculose.

## Obras publicadas

### Contos
- ????[6] - Contos da Aldeia (eBook)
- 1879 - Contos da Minha Lavra
- 1887 - Os Confidentes
- 1892 - Contos Escolhidos (antologia que recolheu os textos de "Contos da Aldeia" e "Novos Contos")
- ???? - O Engeitado (eBook)

### Teatro
- 1892 - A Estrada de Damasco
- 1894 - A Irmã
- 1897 - O Estatuário